# Slangenpomp

Slangenpomp, voorbeeld 2

Een slangenpomp of peristaltische pomp is een pomp voor het pompen van vloeistoffen.
De vloeistoffen zouden in andersoortige pompen problemen kunnen opleveren, bijvoorbeeld beschadiging van pomponderdelen door corrosie door een zuur, of, andersom, beschadiging van stoffen in de vloeistof; de vloeistof komt namelijk alléén in aanraking met de binnenwand van het pompelement: een slang van kunststof, zoals siliconen, die de te pompen vloeistof gescheiden houdt van andere pomponderdelen en daardoor zowel de pomp als de vloeistof beschermt.
Het patent op de pomp dateert uit 1855 en stond op naam van Porter en Bradley.

## Werking
Het hart van een slangen- of peristaltische pomp wordt gevormd door een pompslang, gemaakt van een speciaal chemisch inert materiaal, soms versterkt met nylon en machinaal geslepen. Deze slang ligt gebogen tegen de binnenkant van het pomphuis. Centraal in het pomphuis is een dubbel gelagerde rotor met twee of meer schoenen of nokken gemonteerd. Door de draaiende beweging van de rotor wordt door de schoen of nok de pompslang gesloten en wordt vervolgens de vloeistof in de slang in voorwaartse richting verdrongen. Door het herstellende vermogen van de slang opent deze zich vervolgens weer en zuigt daarmee nieuwe vloeistof aan.

## Eisen aan de slang
- De slang moet herhaaldelijk goed kunnen sluiten.
- Er mag geen interne slip optreden want dat zou schade aan het te pompen materiaal kunnen veroorzaken.
- Terugstroming dient vermeden te worden.
- De wanddikte moet overal dezelfde zijn, onafhankelijk van de binnendiameter (zie ook opmerking over debiet onder Voordelen hierna)

## Voordelen
- Men kan de hoeveelheid te pompen vloeistof nauwkeurig doseren.
- De pomp is zelfaanzuigend en mag drooglopen.
- Men kan de draairichting omkeren.
- Er is geen metaal-op-metaalcontact.
- De vloeistof blijft binnen de pompslang en onderhoud is eenvoudig.
- Het debiet kan worden ingesteld door een slang met een andere binnendiameter te kiezen (wel moet de wanddikte dezelfde zijn).

## Nadelen
- Zoals gebruikelijk bij verdringerpompen is de vloeistofstroom pulserend.
- De pomp kent een relatief lage opbrengst voor z'n grootte.
- Inzetten van dit type pomp vraagt om specialistische kennis.

## Toepassingen
Dit soort pomp is geschikt voor het pompen van steriele vloeistoffen zoals bloed in een hart-longmachine, of agressieve vloeistoffen samengesteld uit stoffen met bepaalde kenmerken, zoals corrosief, abrasief, afschuifgevoelig, hoog-viskeus, hoog soortelijk gewicht, zuren en basen, verfstoffen, inkt, coatings en lijm, slib en ander afvalwater.
Sommige modellen kunnen gebruikt worden voor een druk van 1600 kPa (16 bar) en een capaciteit tot ongeveer 100 m³/uur.